# 西勞勒爾 (馬里蘭州)
西勞勒爾（英語：West Laurel）是位於美國馬里蘭州佐治王子縣的一個普查規定居民點。

## 人口
根據2020年美國人口普查的數據，西勞勒爾的面積為6.13平方千米，當中陸地面積為5.86平方千米，而水域面積為0.26平方千米。當地共有人口4428人，而人口密度為每平方千米722.35人。